# Phonetische Ordnung
Die Phonetische Ordnung beschreibt ein phonetisches Alphabet mit einer Ordnung der Buchstaben nach deren Lautfolge, die insbesondere bei der Ordnung von Familiennamen zur Anwendung kommt.
Da es früher keine Rechtschreibung im heutigen Sinne gab und schon gar nicht für Familiennamen, gab es vom 16. bis zum 19. Jahrhundert für einige Namen nicht selten zwanzig oder dreißig verschiedene Schreibweisen. Nicht nur von Pfarrer zu Pfarrer und von Gemeinde zu Gemeinde wechselte die Schreibweise in den Kirchenbüchern häufig, sondern es lassen sich manchmal sogar Unterschiede innerhalb einer Urkunde belegen. Kenntnisse über diese Veränderlichkeit der Namen gehören deshalb zum notwendigen Grundwissen eines jeden Genealogen. Oft lässt sich ein Toter Punkt in der genealogischen Forschung nur dadurch überwinden, dass man weiß oder vermuten kann, wie der Name noch geschrieben worden ist. Beispielsweise lebte ab 1715 ein Friedrich Jentzsch als Wirt in Ortmannsdorf bei Zwickau, der aber 1679 im nahen Wildenfels als Friedrich Gentsch geboren wurde.
Es empfiehlt sich deshalb, Karteien und Register von historischen Personen nach der Lautfolge zu ordnen und diese Ordnung auch in Ahnenlisten und Ortsfamilienbüchern und anderen Arbeiten anzuwenden. Zu beachten ist dabei, dass die phonetische Ordnung nicht nur für den Anfangsbuchstaben gilt, sondern auch innerhalb des Namens streng durchgehalten werden muss, ein Tränckmann also als Drenkman, eine Böhme als Beme einzuordnen ist und so weiter. Da jeder Forscher einmal Anfänger ist und die Vielfalt der Namensformen in einem bestimmten Gebiet erst allmählich kennenlernt, würde es den Gebrauch von Registern und so weiter erschweren, wenn diese phonetische Ordnung zu weit getrieben wird (zum Beispiel alle Vokale ausgelassen würden, wofür es wegen des häufigen Wechsels von Vokalen Gründe gäbe). Es ist ratsam, in die Karteien und Publikationen Verweise einzubauen, um weniger mit einem phonetischen Alphabet Vertrauten das Auffinden von Personen und Zusammenhängen zu ermöglichen und zu erleichtern.
Wegen der mundartlichen Unterschiede können nur allgemeine Regeln aufgestellt werden, die je nach den örtlichen Besonderheiten abzuändern oder zu ergänzen sind, wobei grundsätzlich gilt, dass Namen, die eine weniger geläufige Schreibweise haben, also seltener vorkommen, im Allgemeinen zu den gleich oder ähnlich klingenden Namen mit geläufiger Schreibweise geordnet werden.
| A                      | A  |
| B, P (nicht Pf, Ph)    | B  |
| D, T, Th (nicht Tz)    | D  |
| E, Ä, Ae, Oe, Ö        | E  |
| Ei, Ai, Ay, Eu, Äu, Oi | Ai |
| F, Pf, Ph, V           | F  |
| H                      | H  |
| I, J, Ü, Ue, Y         | I  |
| K, C (hart), G         | K  |
| Qu                     | Kw |
| L                      | L  |
| M                      | M  |
| N                      | N  |
| O                      | O  |
| R                      | R  |
| S                      | S  |
| U                      | U  |
| W, V                   | W  |
| X                      | Ks |
| Z, Tz, C (weich), Tsch | Z  |

Auf Dehnungen und Schärfungen innerhalb der Namen ist keine Rücksicht zu nehmen. Doppelselbstlaute und Doppelmitlaute werden wie einfache behandelt, nicht gesprochene Buchstaben bleiben unberücksichtigt. Ansonsten ist innerhalb der Namen wie bei den Anfangsbuchstaben zu verfahren.
| aa, ah                                | a |
| ä, ae, äh, aeh, ee, ö, öh             | e |
| ie, ih, j, ü, ue, üh, ueh, ui, uy, oy | i |
| bb, pp                                | b |
| ck, kk                                | k |
| ss, ß                                 | s |

Gleichklingende Namen mit oder ohne e in der Mitte oder am Schluss werden bei denen ohne e abgelegt:
| Arend, Arnd | Arnd |
| Lang, Lange | Lang |

Gleichklingende Namen mit einem h in der Mitte werden mit denen ohne h zusammengelegt.
| Berthold, Bertold | Berdold |